# Бат (регбийный клуб)
«Бат Рагби» (англ. Bath Rugby) или просто «Бат» — английский регбийный клуб из одноимённого города, выступающий в Премьер-лиге. Команда является одной из самых успешных в стране: она становилась шестикратным чемпионом Англии, десятикратным обладателем Англо-валлийского кубка, и по разу выиграла оба европейских трофея (Кубок Хейнекен в 1998 и Кубок вызова в 2008 годах).
Основанный в 1865 году клуб является одним из старейших коллективов Европы. Домашняя арена «Бата» «Рекриэйшн Граунд», также известная как «Рек», вмещает 14 500 зрителей. Традиционные цвета клуба — чёрный, тёмно-синий и белый. Наиболее принципиальный соперник команды — «Глостер», матчи между ними носят название дерби Уэст-Кантри; другим историческим противником является «Бристоль».

## История

### Ранние годы
«Бат» начал проводить домашние матчи на «Норт Парэйд», однако затем команда часто меняла арену, выступая на «Клэвертон Даун», «Лэмбридж Мидоуз», «Тэйлорс Филд» и «Энриетта Парк». Наконец, клуб арендовал небольшой участок земли в Палтни Мидоу, месте, где сейчас располагается «Рекриэйшн Граунд». На заре своей истории «Бат» соперничал с местными командами: «Уэстон-Супер-Мэйр», «Глостером», «Клифтоном» и «Эрабс» из Бристоля. К последнему десятилетию XIX века встречи с валлийскими коллективами, преимущественно с «Кардиффом» и «Пенартом», стали регулярными. Будучи неподходяще укомплектованным, «Бат» зачастую уступал. Первый международный матч с участием клуба прошёл в 1907 г., когда на «Рекриэйшн» приехал «Расинг» (Бордо). В 1954 г. уже сами англичане отправились во Францию, трижды одержав победу: над «Сен-Клод» (23-3), «Живор» (9-6) и «Тур дю Пин» (17-0).
На следующий год состоялось повторное турне, также успешное. «Бат» вновь переиграл «Сен-Клод» (13-8), «Дижон» (14-0) и «Макон» (8-3). Капитан Питер Сибли тогда продемонстрировал быстрый, атакующий характер игры, регбисты «Бата» придерживаются его по сей день. В финальном матче кубка 1984 г. против «Бристоля» трофей был завоёван впервые. До 1987 г. клуб не уступал победу в данном соревновании никому. Всего же команда становилась триумфатором кубка десять раз: в 1984—87, 89—90, 92, 94—96 гг..
Обладая рядом рослых, подвижных спортсменов, тренеры «Бата» успешно диктовали условия игры в начале семидесятых. Иллюстрациями того периода стали победы над крупнейшими клубами Уэльса в годы их расцвета. Обстановка резко изменилась с прибытием наставника Джека Роуэлла в 1978 году. Тренер скорректировал привычную тактическую схему, с появлением же денег в регби поспешил с введением профессиональных принципов. Взаимодействие на поле было довольно слаженным: мощь Гарета Чилкотта и Роджера Спёррелла дополнялась меткостью Джона Хортона и Дэвида Трика.
Первый сезон Премьер-лиги был проведён в 1986 году, и на раннем этапе её развития команда доминировала. За восемь лет регбисты становились чемпионами шесть раз, четырежды оформив «дубль». Сезон 1988/89 можно считать квинтэссенцией «Бата» восьмидесятых. Игроки уступили лишь в одном матче из одиннадцати. Остановить уже недосягаемых фаворитов, играющих не лучшим составом, смог только «Лестер». Через неделю состоялась аналогичная встреча, но в рамках кубка. Со счётом 10-6 победил «Бат», это был первый дубль клуба.
В 1990 г. команда вновь победила в кубке, нанеся «Глостеру» оскорбительное поражение (48-6).
По итогам сезона 1993/94 регбисты завоевали четыре кубка. К победам в Премьер-лиге (впервые проходившей в два круга) и кубке (финальный соперник — «Лестер») прибавились удачные кампании в турнирах Мидлсекс Севенс и Уортингтон Тенс. Позже, с переходом регби на коммерческую основу, конкуренция в Англии усиливалась, и «Бат», остававшийся любительским клубом, в дальнейшем уже не показывал столь безоговорочного превосходства.
В мае 1996 г. «Бат» и команда по регбилиг «Уиган» провели два матча по правилам обеих вариаций. Команды предсказуемо оказались сильнее в своих дисциплинах: «Уиган» выиграл в регбилиг со счётом 82—6, в регби-15 победил «Бат»: 44—19.

### Профессиональный период

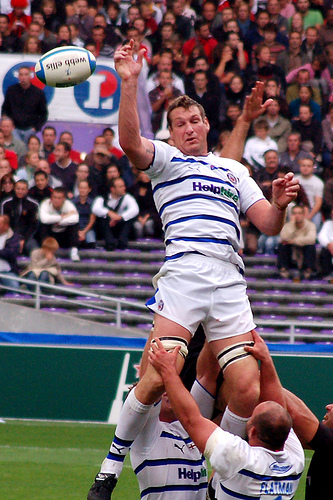
«Бат» против «Тулузы», Джастин Харрисон (кубок Хейнекен)

Уход Джека Роуэлла в сборную Англии в 95-м и официальное становление профессионального регби в 96-м дестабилизировали ситуацию в клубе. Регулярные перемены в тренерском штабе (включая назначение Энди Робинсона наставником всё той же сборной) и нескончаемые переходы регбистов свидетельствовали об активном поиске оптимальных условий, в которых команда смогла бы вернуться на лидирующие позиции. Тем не менее, локальные победы «Бату» удавались, в частности, спортсмены раньше других английских клубов праздновали успех в кубке Хейнекен (сезон 1997/98). Решающий матч проходил в Бордо, другим финалистом выступил французский «Брив», сама же игра завершилась со счётом 19–18 (все очки «Бата» заработаны Джоном Коллардом).
На внутренней арене дела шли не лучшим образом. В следующем сезоне клуб опустился на шестое место. Розыгрыш 2002—03 гг. оказался провальным: от вылета «Бат» спасло одно турнирное очко, полученное в последнем туре.
Помимо понижения в классе, команда избежала и объединения с извечным соперником — «Бристолем». В межсезонье руководство выделило деньги на покупку новых игроков: за лето 2003 г. в составе произошло не менее пятнадцати изменений. Джек Роуэлл и Майкл Фоли роводили селекцию аккуратно и точно, а их преемник Джон Коннолли сумел сплотить регбистов. Команда заняла первое место по итогам регулярного сезона 2003/04, обогнав ближайших преследователей из «Лондон Уоспс» на шесть очков. Впрочем, в плей-офф «Уоспс» оказались сильнее, столичный клуб стал чемпионом.
В сезоне 2004/05 «Бат» финишировал четвёртым в Премьер-лиге. В Англо-валлийском кубке команда добралась до финала, уступив там «Лидсу». 1/2 финала запомнилась драматичным противостоянием с «Глостером», разрешившимся в дополнительное время. Линия защиты из-за травм значительно ослабела, соответствующую уровню игру порой демонстрировали только две трети спортсменов. Мэтт Стивенс и Дэнни Грюкок присоединились к турне «Лайонз» (сборная команда Великобритании и Ирландии) по Новой Зеландии 2005 года.
К концу сезона Коннолли объявил о желании вернуться в родную Австралию, считая, что в «Бате» он создал одну из сильнейших команд клубного регби. В ноябре 2005 г. наставником был назначен Брайан Эштон, в прошлом менеджер английской национальной академии. Он входил в тренерский штаб в 80-х и 90-х, внося вклад в победы «Бата» того времени. Но уже в мае следующего года ходили слухи о его возможном возвращении на пост в сборной Англии. 25 мая информация подтвердилась, клуб отпустил специалиста за определённую компенсацию, величина которой не разглашается.

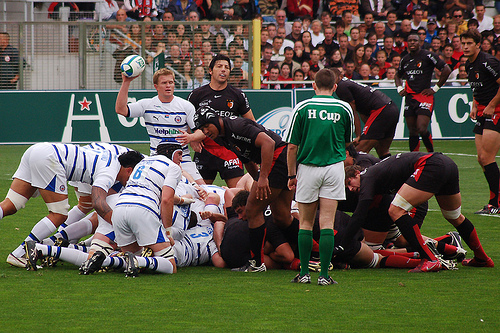
Байрон Келлеер и Майкл Клаассенс

Среди известных игроков современности, выступающих в команде, Джереми Гаскотт, один из первых закрепившихся в Британии американцев Дэн Лайл, капитан сборной Англии Фил де Глэнвилл и Энди Робинсон, позже тренер сборных Англии и Шотландии.
В сезонах 2004/05 и 2005/06 «Бат» участвовал в кубке Хейнекен — самом престижном клубном соревновании Европы. В четвертьфинале 2006 г. регбисты не без труда обыграли «Лестер», лишившись двух коллег за десять минут до конца матча. Полуфинальный матч был проигран французскому «Биаррицу». Завершив сезон в лиге на девятом месте, команда лишилась права продолжить выступления в этом соревновании в следующем году.
Вместе с Эштоном клуб покинули и другие тренеры: Майкл Фоли вернулся в Австралию, Ричард Грэм перешёл в «Сэрасинс». Тренер защитников Стив Миэн был назначен исполняющим обязанности главы тренерского штаба. Позже его утвердили на этой позиции.
В 2008-м «Бат» впервые за десять лет выиграл трофей, переиграв в финале Европейского кубка вызова «Вустер». Примечательно, что в 2003 и 2007 гг. команда уже выходила в решающий матч турнира, но там терпела неудачи. Игроком матча был избран Стив Бортвик, в следующем сезоне присоединившийся к «Сэрасинс». Выиграв жеребьёвку, регбисты «Вустера» в первом тайме играла по ветру. Однако это не помешало их сопернику завладеть инициативой и к 15-й минуте захватить лидерство, доведённое в итоге до победного счёта 24—16.

### Смена владельца
14 апреля 2010 г. пресс-служба клуба объявила о новом владельце и обнародовала амбициозные планы развития команды. Конкретные заявления несли следующую информацию:
- Эндрю Браунсворд, владелец и президент клуба, вместе со своими доверенными лицами продаёт 100% акций «Бата» Брюсу Крэйгу, предпринимателю и в прошлом регбисту.
- Выносится предложение о перемещении офиса команда и строительстве элитного тренировочного комплекса в Фарли Хаус, неподалёку от центра города.
- Новая планировка стадиона на 20-25 тыс. посадочных мест должна быть утверждена в течение двенадцати месяцев.

## Достижения
- Премьер-лига: 1988/89, 1990/91, 1991/92, 1992/93, 1993/94, 1995/96, 2024/25;
- Англо-валлийский кубок: 1984, 1985, 1986, 1987, 1989, 1990, 1992, 1994, 1995, 1996;
- Кубок Хейнекен: 1997/98;
- Европейский кубок вызова: 2008.

## Болельщики
Официальный фан-клуб был сформирован в январе 1997 г. Инициатива принадлежит Джейку Мэсси, поддерживающему «Бат» на протяжении всего профессионального периода.
Несмотря на очевидную и тесную связь с регбийным клубом, клуб болельщиков сохраняет независимость, в его руководящий комитет избирается 11 членов. Глава «Бата» также является официальным участником фан-клуба, которых на данный момент более тысячи. Взрослые болельщики уплачивают ежегодные взносы в размере пяти фунтов стерлингов, дети («юниоры») — трёх, семейные членства стоят десять фунтов в год. Каждый участник обладает специальным значком и карточкой, которые видоизменяются перед стартом каждого сезона. Кроме того, болельщикам обеспечены скидки в некоторых магазинах города, в т.ч., разумеется и клубном.

## Стадион
Стадион «Рекриэйшн Граунд» расположен в центре Бата, рядом с рекой Лоуер Эйвон. К сезону 2009/10 арена расширена до 11 700 мест, на ней прошли все домашние матчи клуба. Летом поле приспосабливается для игры в крикет. Тогда стадион используется для локальных соревнований по этому виду спорта, а также, раз в год, командой «Сомерсет Каунти».

### Расширение
В 2009 г. генеральный директор Ник Блофелд сообщил о том, что клуб ведёт поиски арены на 20 тыс. мест, удовлетворяющей требованиям современного регби. Также объект должен обладать ресурсами для расширения, включать всевозможные магазины и кафе. Из-за неудачного расположения дальнейшее развитие «Рекриэйшна» маловероятно. Руководство рассматривает другие участки для строительства, например, Уэстерн Риверсайд Девелопмент.

## Игроки

### Текущий состав
Состав команды на сезон 2017/18: